# 小田急ジュノー
小田急ジュノー（おだきゅうジュノー）は、神奈川県横浜市を本拠地に活動していた、小田急グループの女子バレーボールチーム。

## 歴史
1986年、小田急電鉄を中核とした小田急グループは新たなイメージ戦略として女子バレーボールチームを設立した。新しいチームは1984年のロサンゼルスオリンピックの日本代表で銅メダルを獲得し、現役を退いて結婚していた丸山由美（旧姓：江上）を監督として招き、急速な強化を図った。丸山は翌年の1987年に現役へ復帰し、1988年のソウルオリンピックでは小田急所属選手として日本代表に参加して4位になった。丸山は1989年に現役を引退したが、小田急は1990年に第24回日本リーグへ昇格し、1992年のバルセロナオリンピックにはセッターの高橋有紀子を日本代表の一員として送った。1993年、最後となった第27回の日本リーグでは扇城高等学校（現在の東九州龍谷高等学校）から加わった森山淳子が新人賞を獲得した。
小田急は1994年に発足したバレーボールの国内新リーグ・Vリーグの創立メンバーになったが、他の強豪チームと比較するとジュノーの成績は振るわず、1996年には入替戦でJTマーヴェラスに敗れ、2部に当たる日本実業団リーグへ降格した。1997年、入替戦で日立ベルフィーユを破って第4回Vリーグには復帰したが、エースの熊前知加子が日本代表に選ばれた一方でチーム成績が低迷すると、1998年から翌年にかけての第5回Vリーグ開幕前に同シーズン限りでのチームの休部が発表された。結局、このVリーグでは18戦全敗、特に2LEGではセットすら取ることが出来ないほどであった。
こうして、小田急は13年間の歴史に幕を下ろした。チーム一体となった移籍は実現せず、所属選手はそれぞれ別のVリーグやV1リーグ（実業団リーグを改組したリーグ）のチームなどへ移籍した。この際に小田急を離れた若手選手の菅山かおる、大沼綾子は、後に日本代表入りした。
現在、小田急はジュノーの後継にあたる強化型のチームは所有していないが、丸山を主任講師にした「小田急バレーボールクリニック」を開講し、小田急線沿線の東京都世田谷区などで活動している。

## 成績

### 主な成績
日本リーグ/Vリーグ
- 優勝なし
- 準優勝なし

実業団リーグ
- 優勝1回 - 1989年度
- 準優勝1回 - 1996年度

黒鷲旗
- 優勝なし
- 準優勝1回 - 1993年

### 年度別成績
| 大会名       | 大会名           | 順位   | 参加チーム数 | 試合数 | 勝 | 敗 | 勝率  |
| ------------ | ---------------- | ------ | ------------ | ------ | -- | -- | ----- |
| 実業団リーグ | 第20回 (1988/89) | 3位    | 8チーム      | 14     | 7  | 7  | 0.500 |
| 実業団リーグ | 第21回 (1989/90) | 優勝   | 8チーム      | 14     | 13 | 1  | 0.929 |
| 日本リーグ   | 第24回 (1990/91) | 5位    | 8チーム      | 14     | 6  | 8  | 0.429 |
| 日本リーグ   | 第25回 (1991/92) | 5位    | 8チーム      | 14     | 5  | 9  | 0.357 |
| 日本リーグ   | 第26回 (1992/93) | 6位    | 8チーム      | 14     | 6  | 8  | 0.429 |
| 日本リーグ   | 第27回 (1993/94) | 5位    | 8チーム      | 14     | 7  | 7  | 0.500 |
| Vリーグ      | 第1回 (1994/95)  | 6位    | 8チーム      | 21     | 10 | 11 | 0.476 |
| Vリーグ      | 第2回 (1995/96)  | 7位    | 8チーム      | 21     | 5  | 16 | 0.238 |
| 実業団リーグ | 第28回 (1996/97) | 準優勝 | 8チーム      | 14     | 12 | 2  | 0.857 |
| Vリーグ      | 第4回 (1997/98)  | 8位    | 8チーム      | 21     | 2  | 19 | 0.095 |
| Vリーグ      | 第5回 (1998/99)  | 10位   | 10チーム     | 18     | 0  | 18 | 0.000 |

## 休部年度の選手・スタッフ
1998年12月23日版

### 選手
| 背番号 | 名前       | 年齢 | 国籍 | Position      | 備考 |
| ------ | ---------- | ---- | ---- | ------------- | ---- |
| 1      | 東川愛子   | 23   | 日本 | センター      | 主将 |
| 2      | 木村由紀子 | 24   | 日本 | レフト        |      |
| 3      | 小幡倫子   | 23   | 日本 | ライト/リベロ |      |
| 4      | 山下直子   | 23   | 日本 | センター      |      |
| 5      | 永山佳奈   | 23   | 日本 | セッター      |      |
| 6      | 内田屋志乃 | 22   | 日本 | セッター      |      |
| 7      | 谷口雅美   | 22   | 日本 | レフト        |      |
| 8      | 坪根淳子   | 20   | 日本 | セッター      |      |
| 9      | 小栗幸恵   | 20   | 日本 | レフト        |      |
| 10     | 菅山かおる | 19   | 日本 | ライト        |      |
| 11     | 上野八知代 | 19   | 日本 | センター      |      |
| 12     | 大沼綾子   | 19   | 日本 | センター      |      |
| 13     | 藤好理沙   | 19   | 日本 | レフト        |      |
| 14     | 佐藤佳代子 | 19   | 日本 | ライト        |      |
| 15     | 大島陽子   | 19   | 日本 | センター      |      |

### スタッフ
| 役職         | 名前       | 国籍 | 備考 |
| ------------ | ---------- | ---- | ---- |
| 部長         | 岩本洋     | 日本 |      |
| 副部長       | 竹内浩     | 日本 |      |
| 監督         | 丸山貴也   | 日本 |      |
| コーチ       | 福原俊祐   | 日本 |      |
| コーチ       | 高橋淳     | 日本 |      |
| トレーナー   | 寺薗淑江   | 日本 |      |
| トレーナー   | 野村亜樹   | 日本 |      |
| トレーナー   | 米井美幸   | 日本 |      |
| マネージャー | 渡邉あづみ | 日本 |      |
| マネージャー | 山川真理子 | 日本 |      |
| 広報担当     | 新倉啓介   | 日本 |      |

## 主な所属経験選手
- 丸山由美　 - 小田急所属時期は1987-89年。1986年のチーム創設時に初代監督を務めた。なお、小田急最後の監督となった丸山貴也は夫。
- 土屋かおり - 1988-97年。退団後はビーチバレーへ転向。
- 高橋有紀子 - 1990-92年。退団後はビーチバレーへ転向。
- 熊前知加子 - 1993-98年。小田急解散1年前にユニチカ・フェニックスへ移籍。
- 森山淳子　 - 1993-97年。熊前とは同期。小田急のVリーグ復帰直後に東洋紡オーキスへ移籍。
- 鈴木晶子   - 1994-96年。東洋紡オーキスより加入。退部と同時に現役を引退した。
- 谷口雅美　 - 1995-99年。小田急解散後に日立ベルフィーユへ移籍。
- 菅山かおる - 1997-99年。小田急解散後にJTマーヴェラスへ移籍。
- 大沼綾子　 - 1998-99年。小田急解散後に日立佐和リヴァーレへ移籍。

## エピソード
- チーム愛称名の「ジュノー」はローマ神話の女神ユノに由来している。